# Janowo (Lubnowy Małe)
Janowo – część wsi Lubnowy Małe w Polsce, położona w województwie warmińsko-mazurskim, w powiecie iławskim, w gminie Susz.
W latach 1975–1998 Janowo administracyjnie należało do województwa elbląskiego.
W latach 90. XX wieku mieszkało tu jeszcze 6 osób.